# 山口百恵 (アルバム)
『山口百恵』（やまぐちももえ）は、山口百恵の3作目となる2枚組ベスト・アルバム。1977年6月21日にCBSソニーよりリリースされた。

## 概要
帯コピーには、″世代のテーマ総集編!″ と記されており、さらに ″決定盤″ とも銘打たれている。
山口百恵のベストアルバムとしては6作目となる作品で、2枚組形態のベスト盤としては、1975年6月にリリースされた『山口百恵デラックス』、1976年6月にリリースされた『Best of Best 山口百恵のすべて』に続いて3作目となる。
5枚目のシングル「ひと夏の経験」から、17枚目のシングル「夢先案内人」までのすべてのA面曲が収録されており、さらにB面曲や、シングル曲以外にも7枚目のアルバム『ささやかな欲望』から、11枚目のアルバム『百恵白書』までの収録曲の中からも選曲され、全30曲が収録されている。
DISC1、DISC2のA面は、阿木燿子・宇崎竜童による楽曲を中心に収録され、DISC1、DISC2のB面には、千家和也が作詞を手掛けた楽曲が収録されるという構成になっている。
LPのジャケットは見開きとなっており、中には山口がこれまで出演した映画の名場面集が掲載された写真集が封入されている。

## 収録曲
| 全作詞: 阿木燿子、全作曲: 宇崎竜童（注記を除く）。 |                                                    |          |                         |            |
| #                                                  | タイトル                                           | 作詞     | 作曲・編曲              | 編曲       |
| 1.                                                 | 「夢先案内人」                                     | 阿木燿子 | 宇崎竜童 （注記を除く） | 萩田光雄   |
| 2.                                                 | 「モノトーンの肖像画」                             | 阿木燿子 | 宇崎竜童 （注記を除く） | 矢野立美   |
| 3.                                                 | 「ミス・ディオール」                               | 阿木燿子 | 宇崎竜童 （注記を除く） | 船山基紀   |
| 4.                                                 | 「鏡の中のある日」                                 | 阿木燿子 | 宇崎竜童 （注記を除く） | 船山基紀   |
| 5.                                                 | 「昨日からの雨」(作詞：千家和也、作曲：馬飼野康二) | 阿木燿子 | 宇崎竜童 （注記を除く） | 馬飼野康二 |
| 6.                                                 | 「オレンジ・ブロッサム・ブルース」                 | 阿木燿子 | 宇崎竜童 （注記を除く） | 矢野立美   |
| 7.                                                 | 「初恋草紙」                                       | 阿木燿子 | 宇崎竜童 （注記を除く） | 萩田光雄   |

| 全作詞: 千家和也。 |                          |          |            |            |
| #                  | タイトル                 | 作詞     | 作曲       | 編曲       |
| 1.                 | 「パールカラーにゆれて」 | 千家和也 | 佐瀬寿一   | 船山基紀   |
| 2.                 | 「禁じられた遊び」       | 千家和也 | 都倉俊一   | 馬飼野康二 |
| 3.                 | 「夏ひらく青春」         | 千家和也 | 都倉俊一   | 穂口雄右   |
| 4.                 | 「ささやかな欲望」       | 千家和也 | 都倉俊一   | 馬飼野康二 |
| 5.                 | 「ひと夏の経験」         | 千家和也 | 都倉俊一   | 馬飼野康二 |
| 6.                 | 「湖の決心」             | 千家和也 | 都倉俊一   | 森岡賢一郎 |
| 7.                 | 「ちっぽけな感傷」       | 千家和也 | 馬飼野康二 | 馬飼野康二 |
| 8.                 | 「赤い衝撃」             | 千家和也 | 佐瀬寿一   | 馬飼野康二 |

| 全作詞: 阿木燿子、全作曲: 宇崎竜童（注記を除く）。 |                                                |          |                        |          |
| #                                                  | タイトル                                       | 作詞     | 作曲・編曲             | 編曲     |
| 1.                                                 | 「横須賀ストーリー」                           | 阿木燿子 | 宇崎竜童（注記を除く） | 萩田光雄 |
| 2.                                                 | 「木洩れ日」                                   | 阿木燿子 | 宇崎竜童（注記を除く） | 高田弘   |
| 3.                                                 | 「碧色の瞳」                                   | 阿木燿子 | 宇崎竜童（注記を除く） | 萩田光雄 |
| 4.                                                 | 「自転車の上の彼」                             | 阿木燿子 | 宇崎竜童（注記を除く） | 船山基紀 |
| 5.                                                 | 「陽炎」                                       | 阿木燿子 | 宇崎竜童（注記を除く） | 船山基紀 |
| 6.                                                 | 「甘い裏切り」(作詞：石原信一、作曲：佐瀬寿一) | 阿木燿子 | 宇崎竜童（注記を除く） | 矢野立美 |
| 7.                                                 | 「GAME IS OVER」                               | 阿木燿子 | 宇崎竜童（注記を除く） | 船山基紀 |

| 全作詞: 千家和也。 |                      |          |            |              |
| #                  | タイトル             | 作詞     | 作曲       | 編曲         |
| 1.                 | 「愛に走って」       | 千家和也 | 三木たかし | 萩田光雄     |
| 2.                 | 「空はこんなに青い」 | 千家和也 | 三木たかし | 萩田光雄     |
| 3.                 | 「伊豆の踊子」       | 千家和也 | 都倉俊一   | 馬飼野康二   |
| 4.                 | 「山鳩」             | 千家和也 | 三木たかし | あかのたちお |
| 5.                 | 「赤い運命」         | 千家和也 | 三木たかし | 高田弘       |
| 6.                 | 「ありがとうあなた」 | 千家和也 | 都倉俊一   | 馬飼野康二   |
| 7.                 | 「冬の色」           | 千家和也 | 都倉俊一   | 馬飼野康二   |
| 8.                 | 「白い約束」         | 千家和也 | 三木たかし | 萩田光雄     |

## 関連作品
- ささやかな欲望
- 17才のテーマ
- 横須賀ストーリー
- パールカラーにゆれて
- 百恵白書